# Pekri Lőrinc

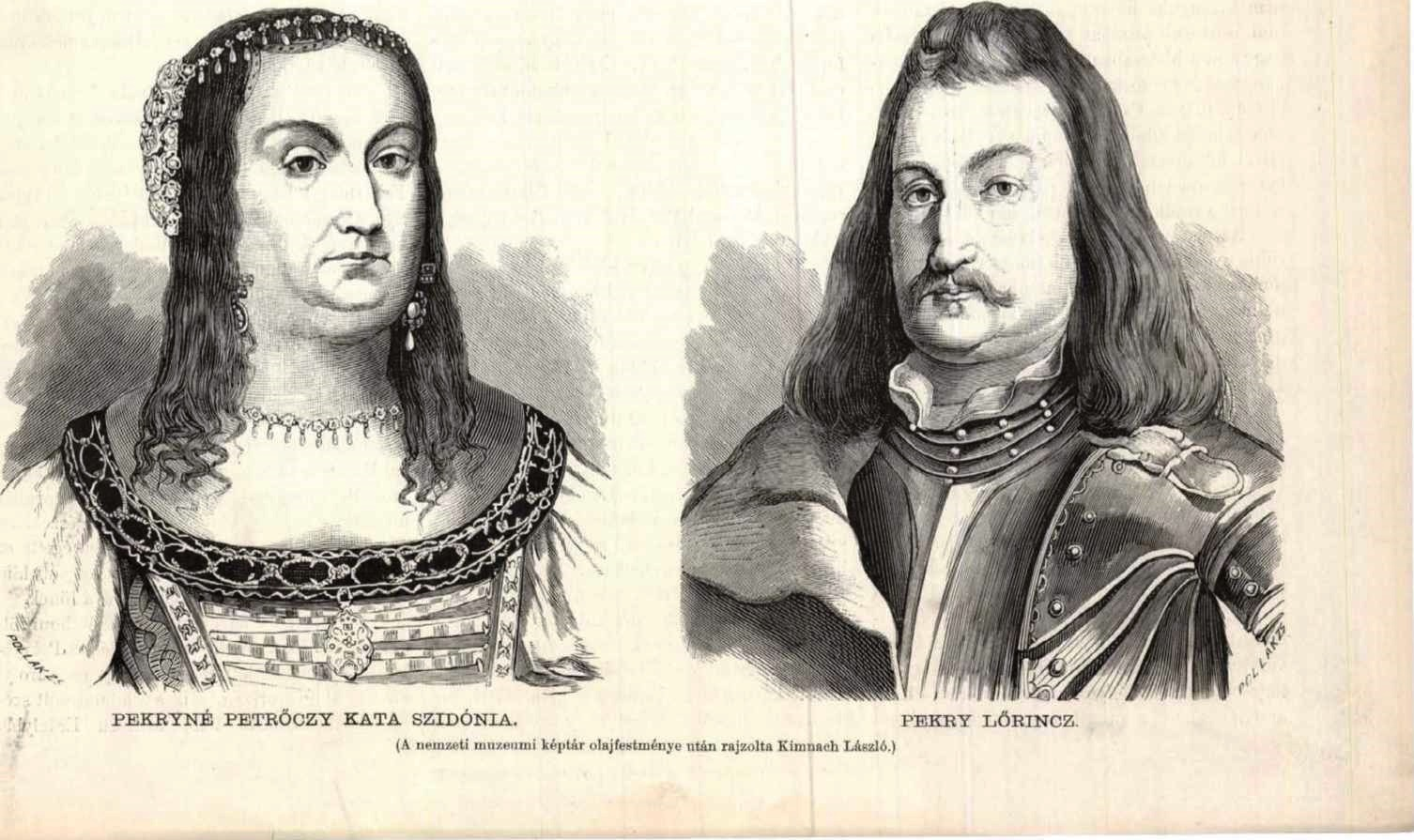
Pekri Lőrinc kuruc tábornagy és felesége Petrőczy Kata Szidónia. Vasárnapi Ujság – 1884. 29. sz.

Pekrovinai gróf Pekri Lőrinc (névváltozat: Pekry Lőrinc; 1656? – Homonna, 1709. március 6.) kuruc tábornagy, Petrőczy Kata Szidónia férje.

## Életrajza
Pekri Lőrinc, gróf erdélyi főrangú család tagja volt. 1667-ben Apafi fejedelem seregében kezdte pályáját. Thökölyvel való rokonsága és kapcsolatai miatt hűtlenségi pert indítottak ellene. 1686-ban az országgyűlés jószágvesztésre ítélte, és 3 havi fogságot szenvedett. 1689-ben Magyarországra jött, katolizált és I. Lipót hűségére állt.
Részt vett a törökök elleni háborúban; 1690-ben kapornaki főkapitány, királyi tanácsos és báró, 1692-ben gróf, 1693-ban generális lett. 1696-ban a császártól elkobzott erdélyi birtokait is visszakapta, 1694-ben Szörény vármegye, 1695-ben Alsó-Fehér vármegye főispánja lett, 1699-től Udvarhelyszék főkapitánya és e méltóságában a bécsi udvar szempontjainak kíméletlen érvényesítője is. 1703 decemberében kuruc fogságba esett és Rákóczi mellé állt. Nagy része volt Rákóczi erdélyi fejedelemmé választásában.
1704-ben generális strázsamester lett, 1705. június 8-án pedig altábornagy, 1707-ben tábornagy, szenátor lett, közben 1704-ben, később 1705 októberétől 1707 végéig az erdélyi hadak főparancsnoka is. Jean Rabutin támadását nem tudta kivédeni, sőt a kuruc vezetés egységét bomlasztó állandó intrikái, kapkodó hadműveletei még meg is könnyítették a császáriak dolgát. Erdély elvesztése után Rákóczi fölmentette Pekrit és vizsgálatot is indíttatott ellene. Vezető beosztást nem kapott többé.
Homonnán, 1709. március 6-án hunyt el.